# Клембовский, Александр Иванович
Александр Иванович Клембовский (1927—2014) ― советский и российский учёный-патологоанатом, доктор медицинских наук, профессор; специалист в области патологии детского возраста. Член-корреспондент РАЕН (1998).

## Биография
Родился 2 июля 1927 года в Томске в семье военнослужащего.
Во время Великой Отечественной войны работал слесарем-сборщиком на конвейере авиазавода, выпускавшего штурмовики «Ил-2».
В 1956 году окончил с отличием 2-й Московский медицинский институт; с 1958 года вся его деятельность была связана с патологической анатомией. До 1960 года работал врачом-терапевтом районной поликлиники и одновременно экстерном выполнял кандидатскую диссертацию «Бронхолегочные сегменты, их отражение в локализации пневмоний и бронхогенного рака» в патологоанатомической лаборатории Института грудной хирургии АМН СССР под руководством профессора И. К. Есиповой. Диссертация была защищена в 1962 году и опубликована отдельной главой в монографии, отмеченной академической премией им. А. И. Абрикосова.
В 1960—1963 годах — младший научный сотрудник Института терапии АМН СССР, работал в лаборатории патологической анатомии под руководством профессора А. М. Вихерта. В 1963—1969 годах — доцент кафедры патологической анатомии Университета дружбы народов им. П. Лумумбы (заведующая — профессор И. К. Есипова).
По совету академика АМН СССР А. В. Смольянникова с 1970 года А. И. Клембовский переключился на разработку вопросов патологической анатомии и патогенеза болезней детского возраста; в 1969—1999 годах — старший научный сотрудник Московского НИИ педиатрии и детской хирургии Минздрава РФ, где в 1971 году создал и был руководителем отдела клинический патоморфологии (с 1998 года — его консультант). В 1979 году защитил докторскую диссертацию «Клиническая морфология хронически текущей гломерулярной патологии у детей», которая внесла большой вклад в детскую нефрологию.
В 1990—1994 годах был главным патологоанатом Минздрава РФ. В 1990—1995 годах — член президиума Всероссийского общества патологоанатомов. Был членом Международного объединения детских нефрологов, Европейской митохондриальной ассоциации.
А. И. Клембовский — автор более 300 научных работ, 14 монографий, 2 учебных пособий, 4 изобретений. Впервые среди отечественных патологоанатомов он применил электронную микроскопию для определения структурных изменений артерий, печени и почек. Был руководителем и консультантом 13 кандидатских и докторских диссертаций.
Умер в Москве 24 марта 2014 года.